# Southgate, Florida
Southgate är en ort i Sarasota County i den amerikanska delstaten Florida. Southgate är en så kallad census designated place och hade 7 455 invånare vid folkräkningen år 2000 på en landareal av 5,3 kvadratkilometer. Av Southgates sammanlagda yta av 5,4 km² är dessutom 0,1 km² vatten.